# Impacto de las revistas científicas
El impacto de las revistas científicas es un instrumento que se usa para comparar revistas y medir la repercusión de las mismas  en la comunidad científica. De esta manera se evalúa la relevancia e importancia de cualquier revista dentro de su campo científico. Normalmente, para medir el impacto se toman en cuenta todos los artículos publicados durante los dos años anteriores y se divide el total de citas recibidas por dichos artículos por el total de artículos publicados. El factor de impacto en línea también ofrece la posibilidad de estudiar el consumo de información, analizar las visitas a las páginas web académicas y de investigación y sirve para evaluar instituciones heterogéneas como las académicas.Las revistas se encuentran en el primer cuartil son las que tienen el factor de impacto más alto.

## Bases de datos en línea
Los recursos de bases de datos en línea son herramientas esenciales ofrecidas por diversas instituciones, tanto comerciales como académicas, para acceder a información bibliográfica a través de Internet. Su propósito es facilitar a investigadores y usuarios la búsqueda y localización de información pertinente sobre temas de interés. Además, algunas plataformas permiten la descarga completa de los textos de muchos de los artículos indexados.
Un caso destacado es el proyecto  SciELO (Scientific Library On Line), que tuvo su inicio en Brasil en 1997 pero luego se expandió por toda Iberoamérica.
En España, por ejemplo, existe SciELO España (Scientific Electronic Library Online España), una biblioteca virtual que alberga una selección de revistas científicas españolas enfocadas en ciencias de la salud, todas ellas escogidas conforme a criterios de calidad predefinidos. Esta iniciativa es el resultado de la colaboración entre BIREME (Centro Latinoamericano y del Caribe de Información en Ciencias de la Salud) y FAPESP (Fundação de Amparo à Pesquisa do Estado de São Paulo), mientras que en España su desarrollo se lleva a cabo gracias a la Biblioteca Nacional de Ciencias de la Salud, en virtud de un acuerdo de colaboración con la OPS/OMS y el Instituto de Salud Carlos III.
El principal propósito del proyecto SciELO es impulsar la investigación al incrementar la difusión de la producción científica nacional y mejorar y ampliar los medios de publicación y evaluación de sus resultados. Para ello, se implementa una metodología común que abarca desde la preparación y almacenamiento de la literatura científica hasta su difusión y evaluación, todo ello en formato electrónico. 
Otro recurso es SCOPUS, una base de datos multidisciplinaria que incluye referencias bibliográficas, citas, patentes y sitios web. Con una colección que abarca más de 18000 revistas provenientes de más de 500 editores internacionales, SCOPUS es una herramienta que facilita la investigación en diversas áreas del conocimiento.
Otro recurso es COCHRANE LIBRARY Plus, que sirve para promover el trabajo de la Colaboración Cochrane y de otros organismos para demostrar si son fuente de evidencia fiable acerca de los efectos de la atención sanitaria. Desde 2003  ofrece el acceso de modo gratuito a través de la suscripción realizada por Ministerio de Sanidad, Servicios Sociales e Igualdad y se actualiza trimestralmente.

## Factor de impacto
Los documentos de alto impacto son aquellos que están registrados en ciertos portales de información que evalúan el reconocimiento y la calidad de lo que se publica.
El cálculo del factor de impacto se basa en los artículos publicados en los dos años anteriores, al dividirse el total de citas recibidas por dichos artículos entre el total de artículos publicados. Se consideran publicaciones con impacto aquellas que son indexadas en determinados portales de información que miden el reconocimiento y la calidad de lo que se publica. 
Existe un ranking de las mejores revistas científicas. El cuartil es una medida de posición de una revista en relación con todas las de su área. Si dividimos en 4 partes iguales un listado de revistas ordenadas de mayor a menor índice de impacto, cada una de estas partes será un cuartil. El cuartil es un indicador que ayuda a evaluar la relevancia relativa de una revista en comparación con todas las demás revistas de su campo. El cuartil es un indicador que sirve para evaluar la importancia relativa de una revista dentro del total de revistas de su área.
Por ejemplo, el quartil de una revista científica (Q), es la unidad utilizada para la medida de posición de una revista. Para eso se dividen en grupos las revistas de una determinada especialidad, ordenadas de mayor a menor visibilidad.
Para comprender mejor la posición de una revista en su área, se utiliza el Journal Citation Reports (JCR), una herramienta de análisis de revistas de Clarivate Analytics que ofrece datos cuantitativos, incluido el Factor de Impacto, para determinar de manera objetiva la importancia relativa de las principales revistas de investigación internacionales en sus respectivas categorías.
Se elabora un ranking que clasifica las mejores revistas científicas, y el cuartil es una medida de la posición de una revista en relación con todas las demás en su campo. Las revistas se dividen en cuatro partes iguales, siendo cada una de estas partes un cuartil.
Para conocer el Factor de impacto de una revista se debe buscar en la caja de búsqueda por: título de la revista, ISSN o ISSN. 
Una misma revista puede estar indexada en más de una categoría. Y, por lo tanto, tendrá un percentil y cuartil diferente en cada una de las categorías en las que haya sido indexada.
El factor de impacto en línea también ofrece la posibilidad de estudiar el consumo de información, analizar las visitas a las páginas web académicas y de investigación y sirve para evaluar instituciones heterogéneas como las académicas.Las revistas se encuentran en el primer cuartil son las que tienen el factor de impacto más alto.